# Escarapela de Argentina

Escarapela argentina.

Escarapela en su diseño náutico, usada por las Fuerzas Armadas argentinas.

La escarapela es un distintivo que acompaña a los símbolos nacionales de Argentina. Fue instituida por un decreto del 18 de febrero de 1812 del Primer Triunvirato de la Argentina, quien determinó que:

Sea la escarapela nacional de las Provincias Unidas del Río de la Plata de color blanco y azul celeste.

## Origen

Evolución de la escarapela, entre la primera empleada en 1807 hasta la adoptada en 1812, que continúa hasta el día de hoy.

El origen de los colores de la escarapela y las razones por las que fueron elegidos para simbolizar a la Patria no pueden establecerse con precisión.
Una versión dice que estos provenían de los colores de la Banda de Caballeros con la Gran Cruz de la Orden de Carlos III establecida por el rey de España Carlos III, mediante real cédula de 19 de septiembre de 1771, otra versión dice que provenían de los colores borbónicos, de la casa de Fernando VII (entonces el rey de España). 
Se afirma también que los colores celeste y blanco fueron adoptados por primera vez durante las Invasiones inglesas (1806-1807) por el Regimiento de Patricios, el primer cuerpo de milicia urbana del Río de la Plata y que luego comenzaron a popularizarse entre los nativos. Se dice también que fue utilizada por primera vez por un grupo de damas de Buenos Aires (entre las que se encontraba Casilda Igarzábal) al presentarse a una entrevista con el entonces coronel Cornelio Saavedra, jefe de los Patricios, el 18 de mayo de 1810.
Durante las jornadas del 22 y 25 de mayo de 1810, se sabe que los chisperos o patriotas identificaban a los adherentes a la Revolución de Mayo otorgándoles unos cintillos; un manuscrito anónimo que cita el
expresa que el lunes 21 de mayo de 1810, los patriotas se identificaban con cintillos blancos en sus casacas y sombreros. Juan Manuel Beruti comenta en Memorias Curiosas el uso de un cintillo blanco en la casaca y en el sombrero una escarapela encarnada, acompañada con un ramo de olivo a modo de penacho. Está documentado que cuando llegó a Mendoza -a mediados de junio de 1810- la noticia del nuevo gobierno, sus partidarios usaron cintas blancas en sus vestimentas; de esto fue testigo el funcionario español Faustino Ansay, que para entonces residía en esa ciudad.
Una misiva atribuida a Ramón Manuel de Pazos dice que el 21 de mayo de 1810, Domingo French y Antonio Luis Beruti repartían tales cintas blancas como signo de paz y unión entre los patriotas y los partidarios del imperio español, pero que ante la hostilidad de los segundos, el 30 de mayo comenzaron a repartirse cintas rojas como signo "jacobino". Ambos colores fueron entonces los adoptados por el cabildo de Tarija al sumarse a la Revolución de Mayo. En ese sentido, Bartolomé Mitre comenta mucho más tarde que French (acompañado de Beruti) "entró en una de las tiendas de la Recova y tomó varias piezas de cintas blancas y celestes. Puso piquetes con orden de dejar entrar solo a los patriotas y hacerles poner el distintivo". Dicha afirmación es indiscutible -por varios testimonios-. En efecto, los chisperos habían establecido piquetes en torno a las plazas de La Victoria y La Mayor (ambas en la actualidad reunidas en la Plaza de Mayo), y estos identificaban con cintillos a los participantes del movimiento. Es probable que Mitre (quien fue uno de los integrantes del que luego se llamaría Partido Unitario) añadiera en el texto lo del cintillo celeste (es llamativo que no dijera azul), ya que ese fue (junto con el verde), uno de los dos colores emblemáticos de los que se identificaban como unitarios. A su vez, Mitre también consta que en marzo de 1811, la Sociedad Patriótica, creada por los allegados a Mariano Moreno, emplearon cintillos blancos y azul-celestes.

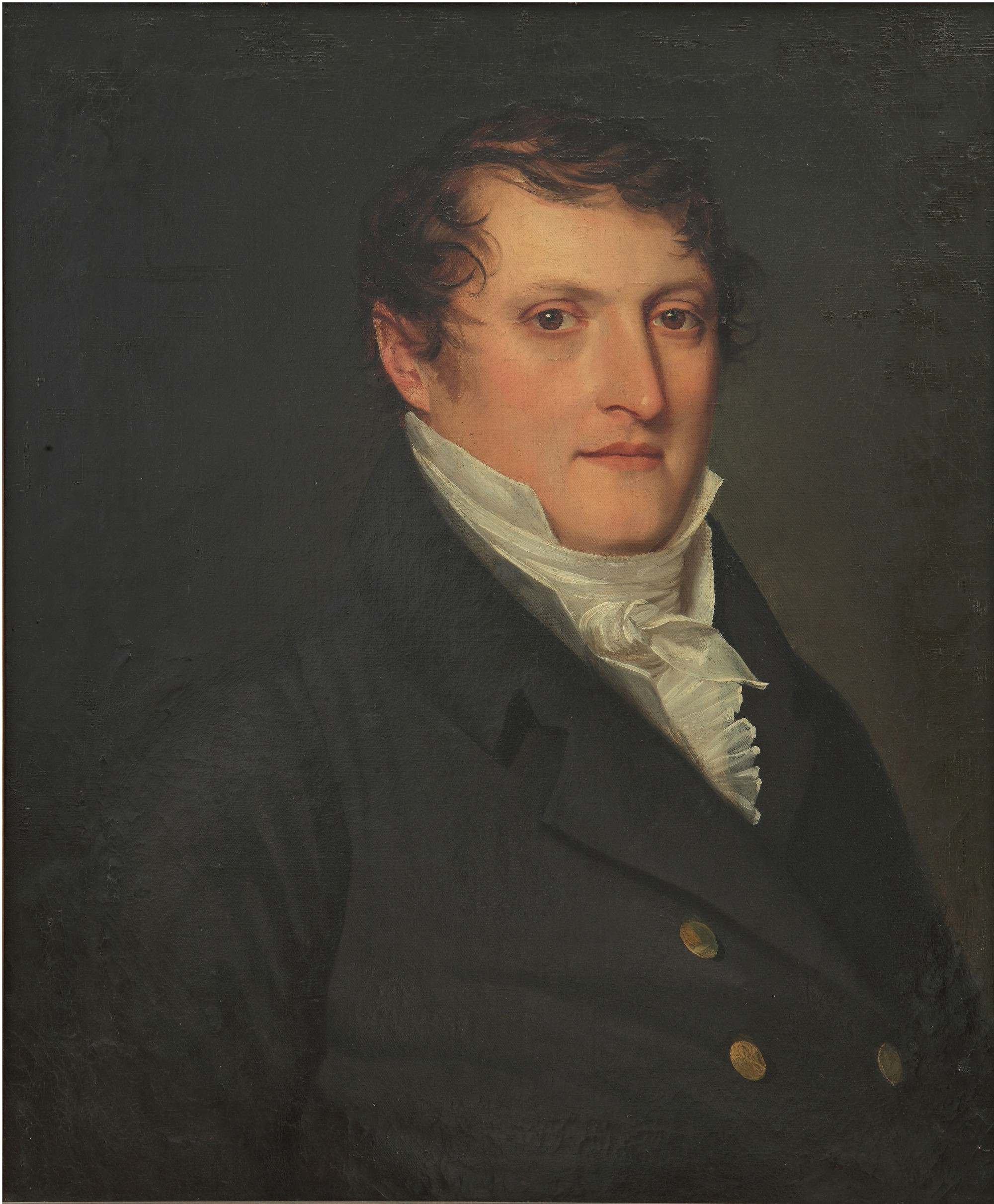
Manuel Belgrano.

Lo cierto es que el 13 de febrero de 1812, Manuel Belgrano solicitó al Triunvirato mediante una nota que se establezca el uso de la Escarapela Nacional bicolor: azul-celeste y blanco. Se fundaba en que los cuerpos del ejército usaban escarapelas de distintos colores y que era necesario uniformarlos a todos, puesto que defendían la misma causa. El 18 de febrero de ese año, el Gobierno resolvió reconocer la misma como representativa de las Provincias Unidas del Río de la Plata con los colores propuestos por Belgrano. El rojo o encarnado fue omitido, según comenta Carlos Calvo, para no confundirlo con el color similar de las cucardas realistas.
Entusiasmado con la medida, Belgrano diseñó la bandera argentina con los mismos colores y el 27 de febrero de 1812 inauguró en las costas de la actual ciudad de Rosario la batería Independencia e informó al Gobierno: "Siendo preciso enarbolar la bandera, y no teniéndola, la mandé hacer celeste y blanca, conforme a los colores de la escarapela nacional..." Esta medida sería criticada por el Triunvirato, que le ordenó volver a izar la enseña española,

## Origen de la fiesta de la escarapela
Motorizada por el Consejo Nacional de Educación, el 13 de mayo de 1934, sobre una iniciativa de la directora de la entonces Esc. N.º 4 del C. N. E. 9.º, profesora Carmen Cabrera, y los profesores Benito A. Favre y Antonio Ardissono, director y vicedirector, respectivamente, de la Esc. N.º 11 del mismo Distrito, quienes, con el asesoramiento de la Inspección de Labores, resolvieron constituirse en comisión para celebrar el día internacional de la escarapela el 20 de mayo. El C. N. de Educación autorizó la celebración de la fiesta, pero, sin establecer razones, el 18 en lugar del 20. Por resolución del 4 de abril de 1941 instituyó el 18 de mayo como Día de la escarapela, estableciendo, además, que el acto debía realizarse en una de las escuelas de cada distrito con concurrencia de delegaciones de 4.º y 6.º grados y 4.ª y 5.ª secciones.
Por el "Calendario Escolar" de 1951, se fijó el 18 de mayo como Día de la Escarapela. Esta disposición se fundó en las consideraciones (episodio de los rebozos celestes ribeteados con cintas blancas con que, en ese día, se adornaron las damas porteñas) formuladas por la Comisión de Antecedentes de los Símbolos Nacionales, publicadas en el folleto "French y la divisa de Mayo", editado por el Círculo Militar de 1941. Pero esta celebración se limitaba a una anotación en la Cartelera de Efemérides (Forma IV). Desde entonces la celebración ha experimentado diversas alternativas. El Consejo Nacional de Educación, por resolución del 12 de mayo de 1960, resolvió restituir la celebración según los términos de la disposición del 4 de abril de 1941."